# Bygdeå landskommun
Bygdeå landskommun var en tidigare kommun i Västerbottens län. Centralort var Robertsfors och kommunkod 1952–73 var 2409.

## Administrativ historik
Bygdeå landskommun inrättades den 1 januari 1863 i Bygdeå socken i Västerbotten  när 1862 års kommunalförordningar trädde i kraft. Den 28 oktober 1927 inrättades Robertsfors municipalsamhälle i kommunen.
Kommunreformen 1952 påverkade inte indelningarna i området, då varken Västerbottens eller Norrbottens län berördes av reformen. Den 31 december 1958 upplöstes Robertsfors municipalsamhälle.
År 1971 infördes enhetlig kommuntyp och Bygdeå landskommun ombildades därmed, utan någon territoriell förändring, till Bygdeå kommun. Tre år senare blev dock kommunen en del av den nya Robertsfors kommun.

### Kyrklig tillhörighet
I kyrkligt hänseende tillhörde kommunen Bygdeå församling och Robertsfors församling.

## Kommunvapnet
Blasonering: I fält av guld en svart orre och däröver en svart ginstam, belagd med tvenne plogbillar av guld.
Detta vapen fastställdes av Kungl. Maj:t den 31 juli 1945. Ett liknande vapen förs idag av Robertsfors kommun. Se artikeln om Robertsfors kommunvapen för mer information.

Robertsfors kommun (1980-)

## Geografi
Bygdeå landskommun omfattade den 1 januari 1952 en areal av 915,50 km², varav 893,70 km² land.

### Tätorter i kommunen 1960
| Tätort      | Folkmängd |
| ----------- | --------- |
| Robertsfors | 1 424     |
| Bygdeå      | 252       |

Tätortsgraden i kommunen var den 1 november 1960 28,1 procent.

## Politik

### Mandatfördelning i valen 1938-1970
| 13 | 6 | 8 | 3 |

| 28 |

| 12 | 7 | 9 | 2 |

| 27 |

| 13 | 9 | 7 |  |

| 27 |

| 12 | 9 | 8 |  |

| 28 |

| 12 | 9 | 7 | 2 |

| 27 |

| 12 | 10 | 6 | 2 |

| 26 |

| 12 | 10 | 6 | 2 |

| 26 |

| 11 | 3 | 9 | 5 |  |  |

| 26 |

| 12 | 3 | 10 | 4 |  |  |

| 25 | 6 |